# Robin Wendin Thomasson
Mats Robin Wendin Thomasson, född 26 mars 1999, är en svensk fotbollsspelare (vänsterback) som representerar Gais i Allsvenskan.

## Biografi
Wendin Thomasson inledde sin seniorkarriär i HIF Akademi, där han 2016 gjorde fem matcher i division II västra Götaland. 2017 gick han till Bjuvstorps FF i division V, och var direkt med och förde upp klubben till division IV 2018. Efter två år i fyran gick han inför säsongen 2020 vidare till Hittarps IK i division III. Säsongen därpå gick Hittarp upp i division II, och efter en säsong i tvåan värvades Wendin Thomasson 2023 till Eskilsminne IF i Ettan Södra. Där gjorde han en stark säsong, med 3 mål och 5 assist från sin vänsterbacksposition, och i december 2023 presenterades han som ny spelare i allsvenska Gais, där han skrev på ett fyraårskontrakt. Han gick nästan direkt in som ordinarie på vänsterbacksplatsen i Gais i Allsvenskan 2024, och var en av truppens stora överraskningar då han så självklart slog sig in i Allsvenskan trots att han aldrig tidigare hade spelat på högre nivå än Ettan. I september 2024 förlängde han sitt kontrakt med Gais över säsongen 2028.

## Spelstil
Wendin Thomasson har bra fysik och teknik, är snabb och har en bra vänsterfot. Gaistränaren Fredrik Holmberg beskrev honom sommaren 2024 som en modern ytterback som både kan gå in i banan och ut på kanten, och berömde honom för hans kyla och för att han så snabbt acklimatiserat sig till att spela på den allra högsta nivån i Sverige.

## Karriärstatistik
| Klubb              | Säsong             | Liga               | Liga    | Liga | Cup     | Cup | Totalt  | Totalt |
| Klubb              | Säsong             | Division           | Matcher | Mål  | Matcher | Mål | Matcher | Mål    |
| ------------------ | ------------------ | ------------------ | ------- | ---- | ------- | --- | ------- | ------ |
| HIF Akademi        | 2016               | Division 2         | 5       | 0    | 0       | 0   | 5       | 0      |
| Bjuvstorps FF      | 2017               | Division 5         | 18      | 3    | 0       | 0   | 18      | 3      |
| Bjuvstorps FF      | 2018               | Division 4         | 17      | 3    | 0       | 0   | 17      | 3      |
| Bjuvstorps FF      | 2019               | Division 4         | 18      | 13   | 0       | 0   | 18      | 13     |
| Bjuvstorps FF      | Totalt             | Totalt             | 53      | 19   | 0       | 0   | 53      | 19     |
| Hittarps IK        | 2020               | Division 3         | 11      | 0    | 0       | 0   | 11      | 0      |
| Hittarps IK        | 2021               | Division 3         | 18      | 4    | 0       | 0   | 18      | 4      |
| Hittarps IK        | 2022               | Division 2         | 16      | 2    | 0       | 0   | 16      | 2      |
| Hittarps IK        | Totalt             | Totalt             | 45      | 6    | 0       | 0   | 45      | 6      |
| Eskilsminne IF     | 2023               | Ettan Södra        | 25      | 3    | 0       | 0   | 25      | 3      |
| Gais               | 2024               | Allsvenskan        | 25      | 0    | 3       | 0   | 22      | 0      |
| Totalt i karriären | Totalt i karriären | Totalt i karriären | 147     | 28   | 3       | 0   | 150     | 28     |